# 瓜達康納爾島鼠
瓜達康納爾島鼠（Uromys porculus），又名豬形小鑲尾鼠或侏裸尾鼠，是一種极危或可能滅絕的鼠類，是所羅門群島的特有种。牠們只曾于1886年与1888年被观察到，于1989年有一份未确认的观察报告。由于瓜达康纳尔岛尚未被完全探索，其可能仍有少量个体生存。